# قائمة الصحفيين الذين قتلوا خلال الحرب الروسية الأوكرانية
قُتل عدد من الصحفيين في الحرب الروسية الأوكرانية، منذ اندلاعها في عام 2014 وما زالت مستمرة بسبب الغزو الروسي لأوكرانيا شهر فبراير 2022م.

## بدء الحرب في دونباس، 2014-2015
شهدت المراحل الأولى من الحرب في دونباس مقتل العديد من المراسلين، بعضهم قُتل على يد القوات الأوكرانية، والبعض الآخر على يد مقاتلي جمهورية دونيتسك الشعبية، أو جمهورية لوهانسك الشعبية، أو القوات الروسية.

### أندريا روتشيللي وأندريه ميرونوف
- أندريا روتشيللي مصور صحفي إيطالي. وأندريه ميرونوف صحافي وناشط روسي الذي كان يعمل كمساعد ومترجم روكيلي،[1][2] توفي في 24 مايو 2014 بالقرب من مدينة سلوفيانسك.[1] تم إطلاق النار عليهم، وهم برفقة المراسل الفرنسي ويليام روجيلون وسائق محلي وهم في طريقهم إلى سيارتهم. صرح روجيلون أنه تم استهدافهم بـ 40 إلى 60 قذيفة هاون.[3][4] (في يوليو / تموز 2019، أدانت محكمة إيطالية فيتالي ماركيف، وهو مواطن إيطالي أوكراني مزدوج الجنسية وضابط في الحرس الوطني الأوكراني، بتوجيه الضربة التي قتلت روتشيللي وميرونوف.[5] تم إلغاء إدانة ماركيف في نوفمبر 2020،[6] وهو قرار تم اتخاذه نهائيًا من قبل محكمة النقض العليا في ديسمبر 2021.[7]

### إيغور كورنليوك وأنتون فولوشين
- إيغور كورنليوك وأنتون فولوشين، مراسل ومهندس صوت في شركة البث الروسية VGTRK المملوكة للدولة،[8][9] أصابتهما قذائف هاون أوكرانية في 17 يونيو 2014 في ميتاليست، قُتل فولوشين على الفور،[9] بينما توفي كورنليوك في وقت لاحق من ذلك اليوم.[8]

### أناتولي كليان
قُتل أناتولي كليان، مصور القناة الأولى الروسية، برصاصة قاتلة عندما أطلقت القوات الأوكرانية النار على حافلة للصحفيين وأمهات الجنود في 30 يونيو 2014 في منطقة دونيتسك. استمر في تصوير الهجوم حتى أصبح ضعيفًا جدًا.

### أندريه ستينين
اختفى أندري ستينين، المصور الصحفي الروسي ومراسل العديد من وكالات الأنباء الروسية والدولية، في 5 أغسطس 2014 أثناء وجوده مع القوات المدعومة من روسيا في دونيتسك. تم التأكد من وفاته في 3 سبتمبر 2014.

### أوليه زادويانتشوك
- أوليه زادويانتشوك، جندي في كتيبة الدفاع الإقليمية الثانية عشرة والصحفي لدى وكالة الأنباء الحكومية أوكرنفورم، قُتل في قصف مدفعي روسي في 4 سبتمبر 2014.[14]

### دميترو لابوتكين
- توفي دميترو لابوتكين، الصحفي العسكري بقناة سيفاستوبول التلفزيونية قبل ضم روسيا لشبه جزيرة القرم، في 16 فبراير 2015 خلال معركة دبالتسيف.[15][16]

### سيرهي نيكولايف
توفي سيرهي نيكولاييف، المصور الصحفي بصحيفة سيغودنيا التي تصدر في كييف الروسية، مع الجندي ميكولا «تانك» فليركو أثناء قصف قرية بيسكي في 28 فبراير 2015. كان نيكولايف يرتدي سترة واقية من الرصاص كتب عليها "PRESS".

## الغزو الروسي لأوكرانيا عام 2022
أدى الغزو الروسي لأوكرانيا إلى مقتل صحفيين أوكرانيين وصحفيين دوليين.

### يفيني ساكون
قُتل يفيني ساكون، الصحفي المصور لقناة «LIVE» التلفزيونية الأوكرانية ومراسل EFE، في هجوم على برج تلفزيون كييف في مارس 2022، فيما وصفته مراسلون بلا حدود بأنه «ضربة دقيقة» على المنشأة.

### برنت رينو
- برنت رينو، صحفي في نيويورك تايمز ومخرج أفلام وثائقية حائز على جائزة بيبودي، قُتل برصاص الجنود الروس أثناء وجوده عند نقطة تفتيش في إيربين في 13 مارس 2022.[21][22] كان رينو، المعروف بعمله في تصوير اللاجئين والمبعدين، يصور إجلاء اللاجئين،[23] وفقًا لزملائه خوان أريدوندو.[24]

### بيير زاكريفسكي وأوليكساندرا كوفشينوفا
قُتل بيير زاكريفسكي، المصور الصحفي الأيرلندي في شبكة فوكس نيوز، وأوليكساندرا كوفشينوفا، الأوكراني المستقل، في 14 مارس 2022 عندما تعرضت السيارة لإطلاق النار في هورينكا، كييف أوبلاست. وأصيب الصحفي البريطاني بنيامين هول، وهو أيضا من قناة فوكس، في الهجوم نفسه.
كان بيير زاكريفسكي (55 عامًا)، قد عمل لدى شبكة فوكس Fox في حرب العراق، والحرب في أفغانستان، والحرب الأهلية السورية، وحصل على جائزة موظف «Fox "Unsung Hero"» لدوره في إجلاء الأفغان المستقلين وعائلاتهم بعد سقوط أفغانستان في ايدي طالبان عام 2021م جمهورية أفغانستان الإسلامية. أوليكساندرا كوفشينوفا (24 عامًا)، كانت توجه أطقم فوكس وتساعد في جمع الأخبار.